# Meinhard Puhl
Meinhard Puhl (* 11. Oktober 1942; † 8. Dezember 2013) war ein deutscher Jazz- und Fusion-Musiker (Kontrabass, E-Bass, Posaune), Arrangeur und Musikpädagoge, der in der Musikszene von Dortmund aktiv war.

## Leben und Wirken
Meinhard Puhl studierte Posaune und Kontrabass; er spielte Ende der 1960er-Jahre im Wolf Escher Quintett, mit dem erste Aufnahmen entstanden, und in Eschers Band Time in Space. 1971 entstand um ihn die Jazzrockband Strinx (Talk to the Wind, 1973). Zwischen 1969 und 1981 war er an mehreren Aufnahmesessions beteiligt, u. a. mit dem Dortmunder Jazzensemble. 1975 begleitete er die Sängerin Fasia Jansen auf ihrem Album Porträt. Mit Waldo Karpenkiels Supersession war er Anfang der 1980er Jahre auf Tournee.
Mit Glen Buschmann, Wolf Escher und Wolfgang Breuer war er 1975 eines der Gründungsmitglieder des JugendJazzOrchesters NRW; er gehörte bis 1995 dem künstlerischen Leitungsteam an und steuerte zum Orchesterrepertoire zahlreiche Big Band-Arrangements bei.
Puhl starb im Dezember 2013 im Alter von 71 Jahren.